# Fuzil de assalto
M16 (EUA)
Um fuzil de assalto (português brasileiro) ou espingarda de assalto (português europeu) é qualquer rifle de fogo seletivo que utilize cartuchos de calibre intermediário e um carregador destacável. O primeiro uso destas armas se deu na Segunda Guerra Mundial. Lentamente, ao longo do século XX, tornou-se a arma de escolha para a maioria dos exércitos ao redor do mundo, substituindo as submetralhadoras e outras armas. Exemplos de armas classificadas como fuzis de assalto incluem a StG 44, a AK-47 e a M16.
O termo "fuzil de assalto" é geralmente atribuído a Adolf Hitler, que, por motivos de propaganda, utilizou a palavra alemã "Sturmgewehr" (que se traduz como "fuzil de assalto", ou mais literalmente "fuzil de tempestade"), como o nome para a nova arma alemã MP43, subsequentemente conhecida como Sturmgewehr 44 ou StG 44. O grau de envolvimento de Hitler na escolha do nome é, todavia, disputado. Atualmente, o termo "fuzil de assalto" é utilizado para designar armas com características semelhantes à StG 44.

## Desenvolvimento

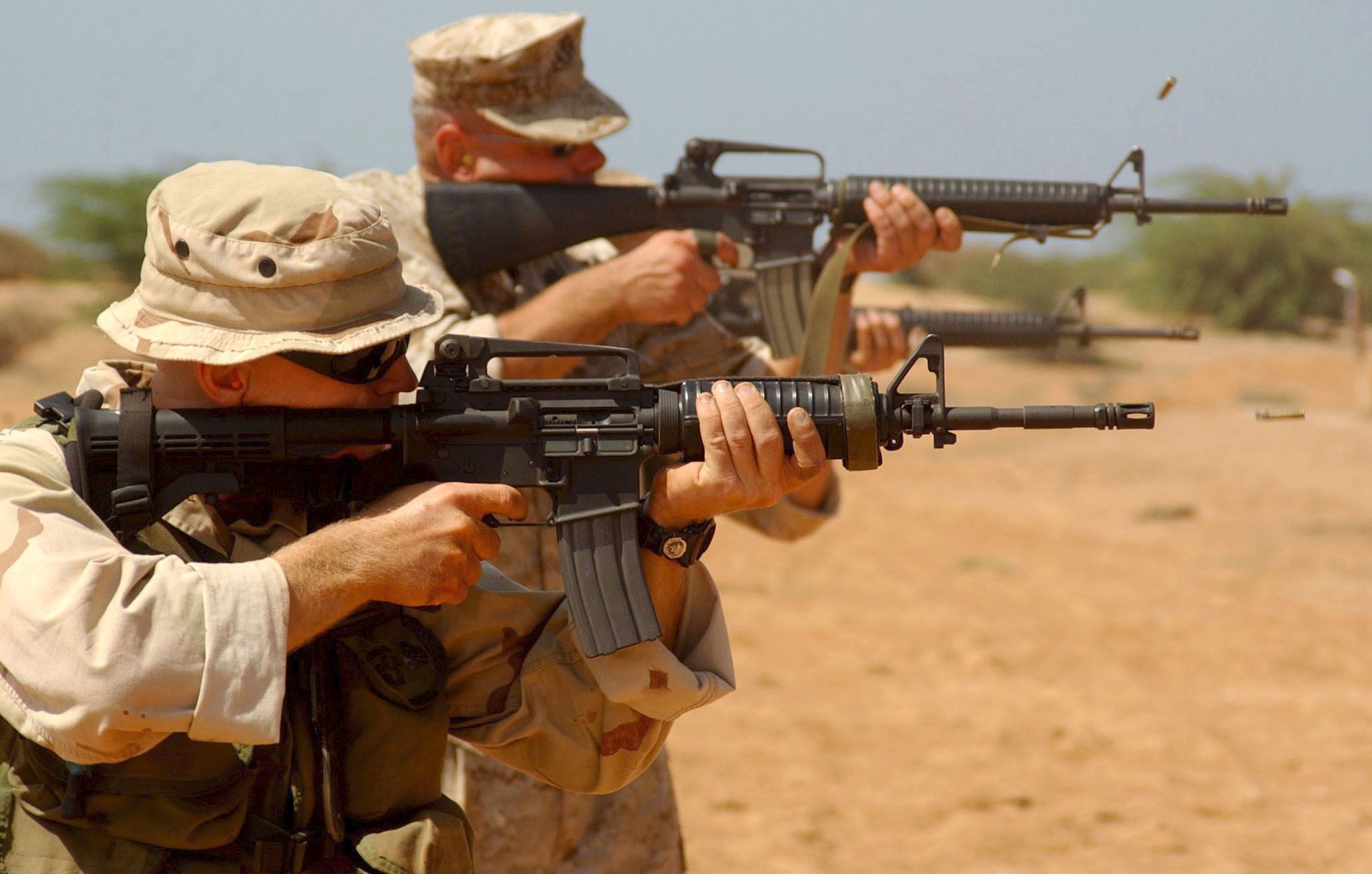
Dois militares americanos com seus fuzis M16.

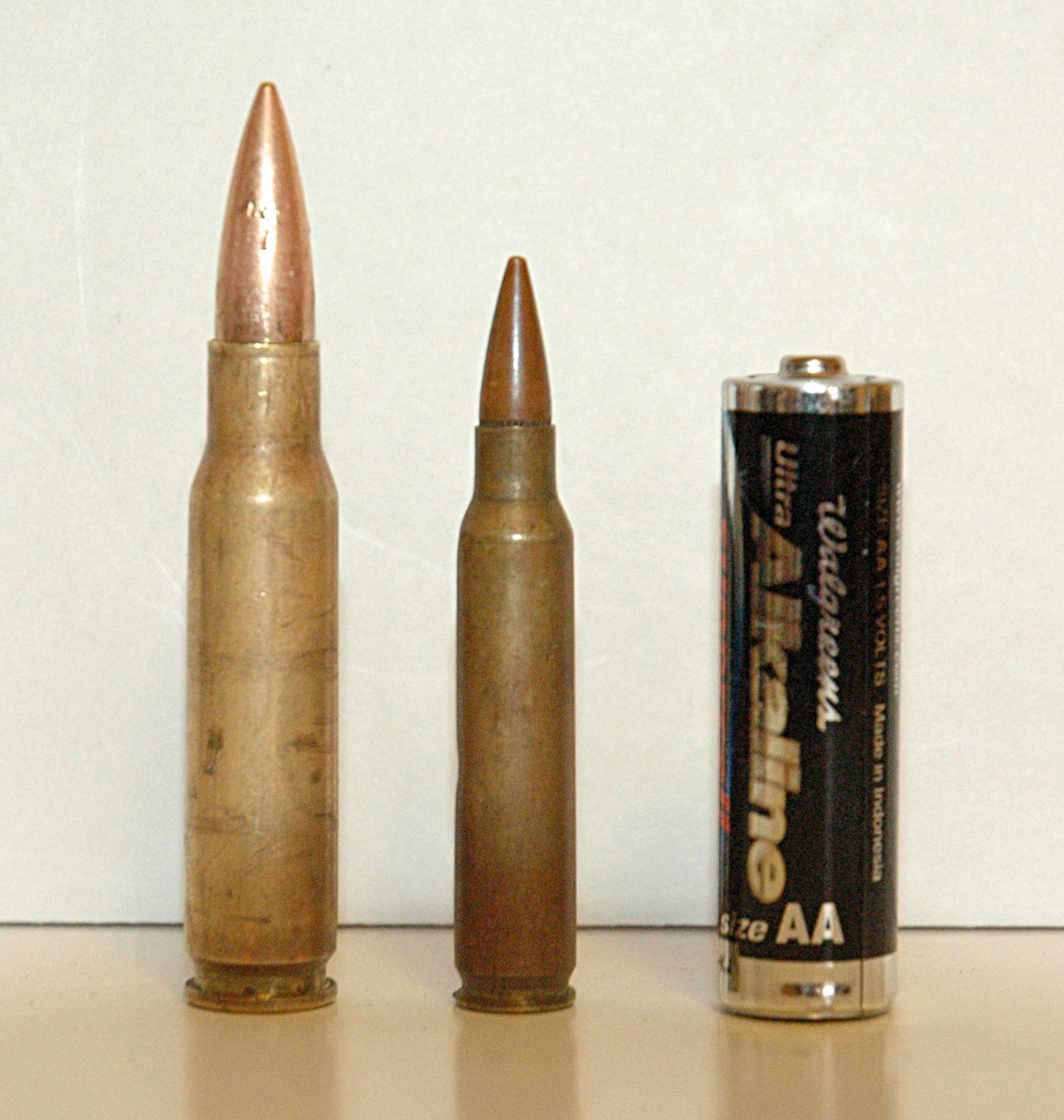
Dois calibres usados em fuzis de assalto - o 7,62×51mm NATO e o 5,56×45mm NATO, comparados com uma pilha AA.

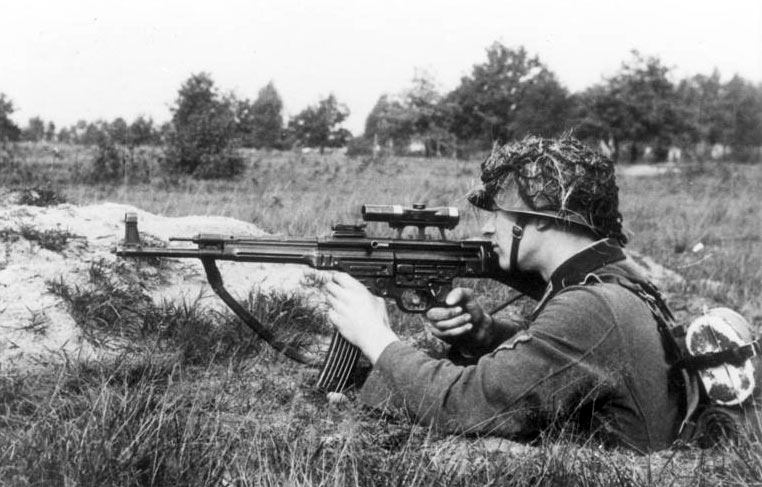
Um soldado demonstrando uma variante da StG44, em outubro de 1943. O fuzil está equipado com uma visão telescópica ZF 4.

Nascido nos últimos anos da Segunda Guerra Mundial, o fuzil de assalto passou por uma grande evolução a partir de 1970, ao adaptar-se aos mais diversos usos na guerra moderna. Ele surgiu quando estrategistas e engenheiros militares alemães perceberam que — diferentemente da Primeira Guerra Mundial, que foi travada com exércitos inteiros em linhas estáticas, ou seja, combates em trincheiras e com disparos a longas distâncias — a Segunda Guerra não permitia o estacionamento de tropas devido à grande mobilidade dos veículos blindados apoiados pela artilharia e infantaria.
Em fins de 1944, os alemães apareceram nos campos de batalha com uma nova e revolucionária arma: o casamento entre o poder e a precisão do fuzil com o fogo automático da metralhadora, o Sturmgewehr 44 (Fuzil de Assalto, nome usado até hoje), o termo foi cunhado por Adolf Hitler.
Os fuzis de assalto representam um salto enorme no campo bélico, e até hoje são a principal arma de todos os exércitos do mundo. Ele surgiu em circunstâncias nas quais o infante combatia a curtas distâncias, sendo que muitas vezes o embate ocorria em áreas urbanas, ou seja, em um campo de batalha que não havia sido explorado até o momento ou tido a devida atenção; diferentemente do combate em campo aberto, não havia o apoio instantâneo do fogo das metralhadoras, as quais necessitavam ser montadas. Além disso, o encontro com o inimigo era inesperado. Esse panorama fez com que armas fossem modificadas para se adaptarem a essa nova realidade, e as metralhadoras exemplificam tal mudança: receberam bipés e coronhas, ficando os tripés e outros reparos para outras situações; também nesse novo cenário de guerra as submetralhadoras tornaram-se uma das melhores armas a serem empregadas devido ao seu poder de fogo, grande capacidade de munição e portabilidade, tendo como destaques a alemã MP-40, americana Thompson e a inglesa Sten; também se destacaram armas como a Carabina M1 e os fuzis BAR e M1 Garand que possuíam um maior poder de fogo e velocidade de tiro quando comparadas com os fuzis de repetição.
Contudo essas armas ainda não eram consideradas ideais: os fuzis eram grandes e pesados e seu uso nas áreas urbanas e de selva era difícil, enquanto que as submetralhadoras tinham uma boa portabilidade, mas calçavam um tipo de munição que não possuía um poder de parada apropriado, nem eram adequadas para combates a médias distâncias. Foi justamente para suprir as qualidades dessas armas que nasceu o fuzil de assalto,  inicialmente o FG-42 (FG de Fallschirmjägergewehr - Fuzil para paraquedistas) o qual tinha uma boa portabilidade, porém o calibre 7,92x57mm tornava o tiro automático preciso quase impraticável. Ele foi seguido pelos MP-43 e MP-44 (MP de MachinenPistole – Submetralhadora) tendo finalmente surgido o Stg. 44 (“Stg.” de SturmGewehr – Fuzil de Assalto), o qual é considerado de fato o primeiro fuzil de assalto, pois tinha como características a portabilidade, a grande capacidade de munição, o funcionamento automático e semiautomático e um calibre intermediário, o 7,92x33mm.
Em 1947, com a invenção do fuzil soviético Автома́т Кала́шникова (Avtomat Kalashnikov) AK-47, o fuzil de assalto mais famoso do mundo e uma das armas portáteis mais bem sucedidas entre as já produzidas, é usado até hoje graças ao seu baixo preço e sua devastadora performance. Os EUA, para não ficarem em desvantagem em relação à União Soviética, criaram então seus próprios fuzis de assalto. O primeiro deles foi o Colt AR-10. A este, seguiu-se o revolucionário Colt AR-15, a primeira arma a substituir o ferro e a madeira por alumínio e plástico.
Seguiram-se outros tipos de fuzis de assalto, como o estadunidense M16, o russo AKS-74U, o alemão HK G3, o austríaco Steyr AUG, o israelense IMI Galil e o brasileiro Imbel MD-2. Alguns fuzis se especializaram, como fuzil de precisão Barret M82, e o fuzil-metralhador francês FAMAS 5,56 mm.

## Alguns modelos

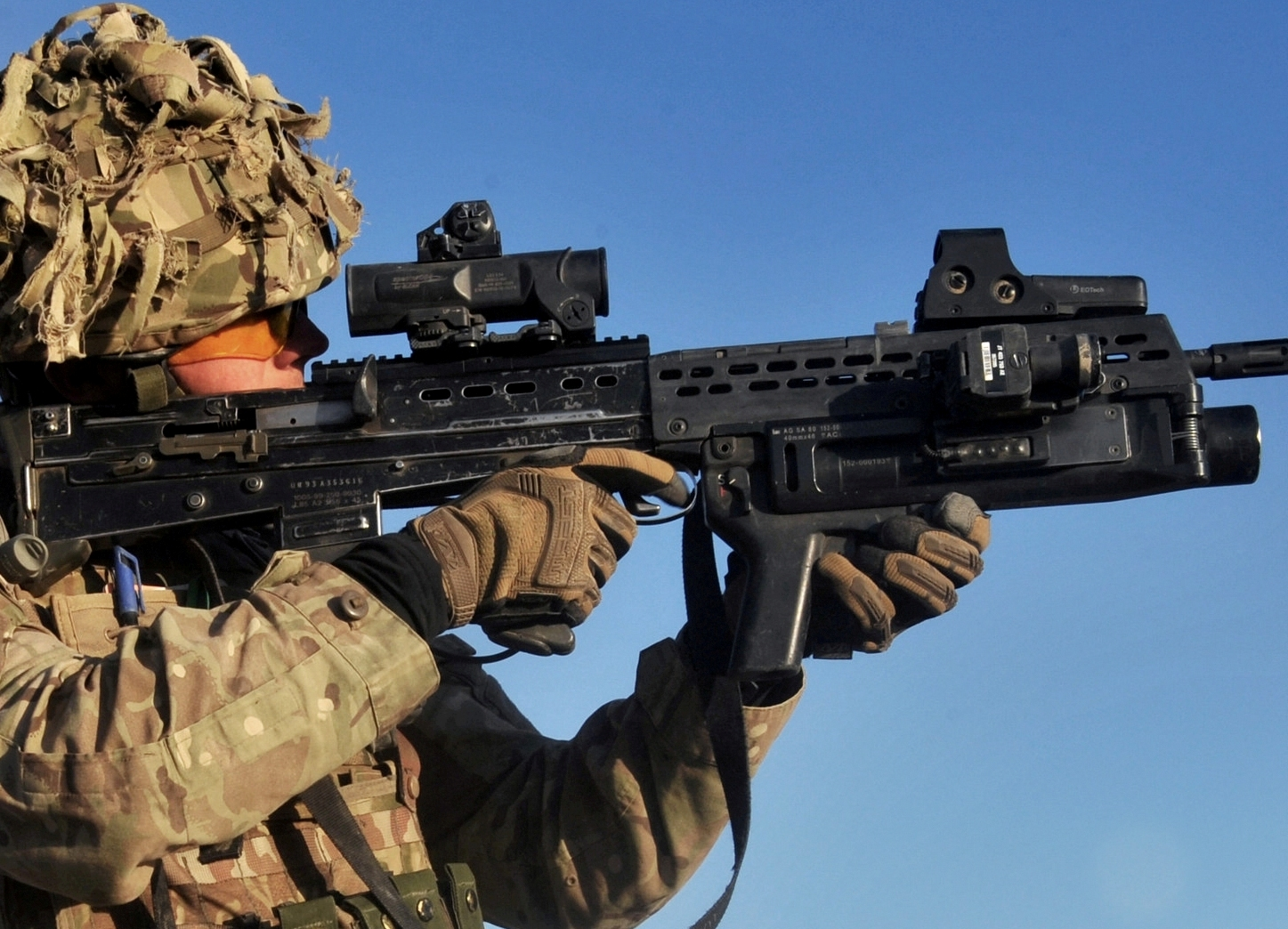
Um militar britânico armado com um fuzil SA80.

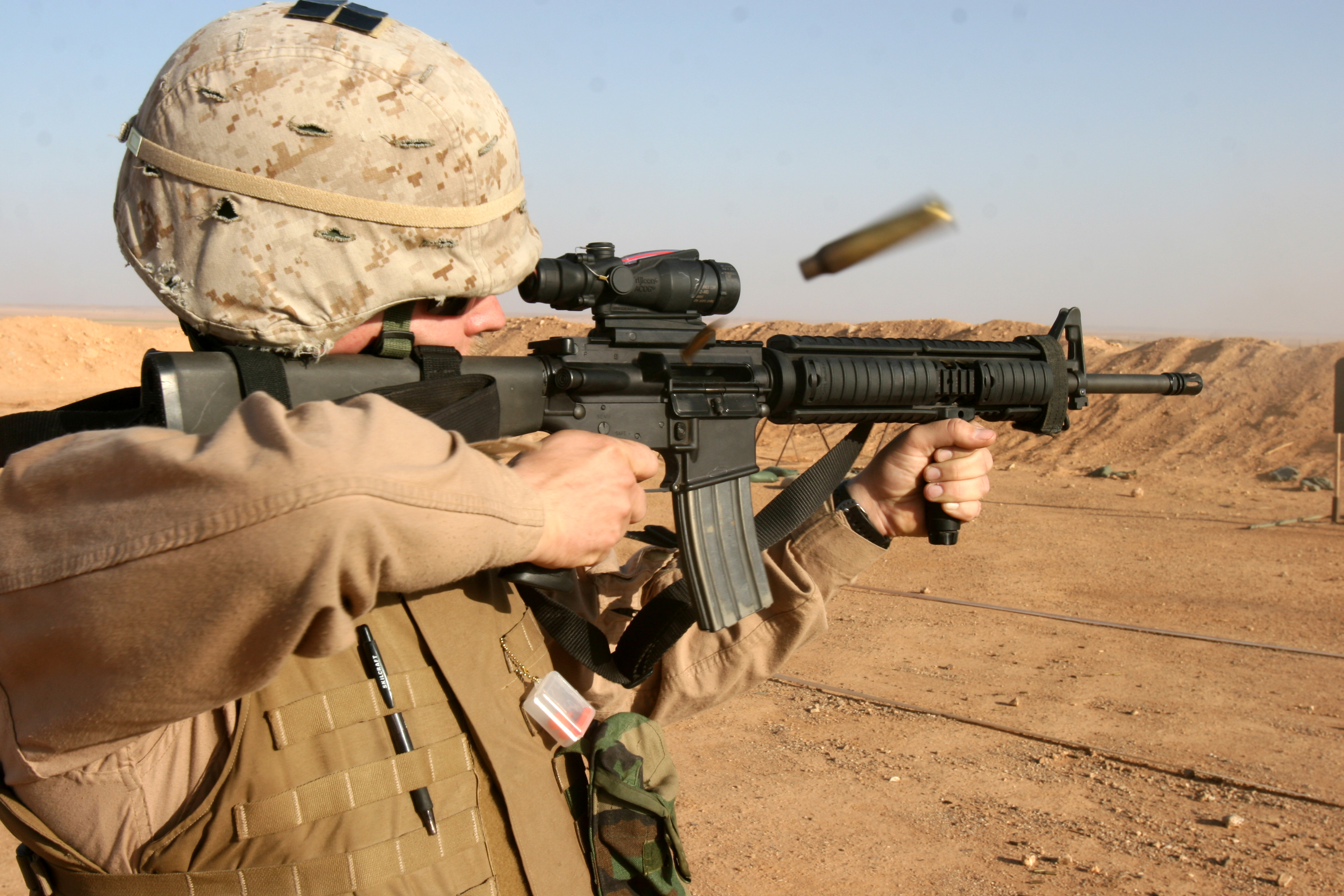
Um soldado dos Estados Unidos com seu fuzil de assalto M16A2 (a gás).

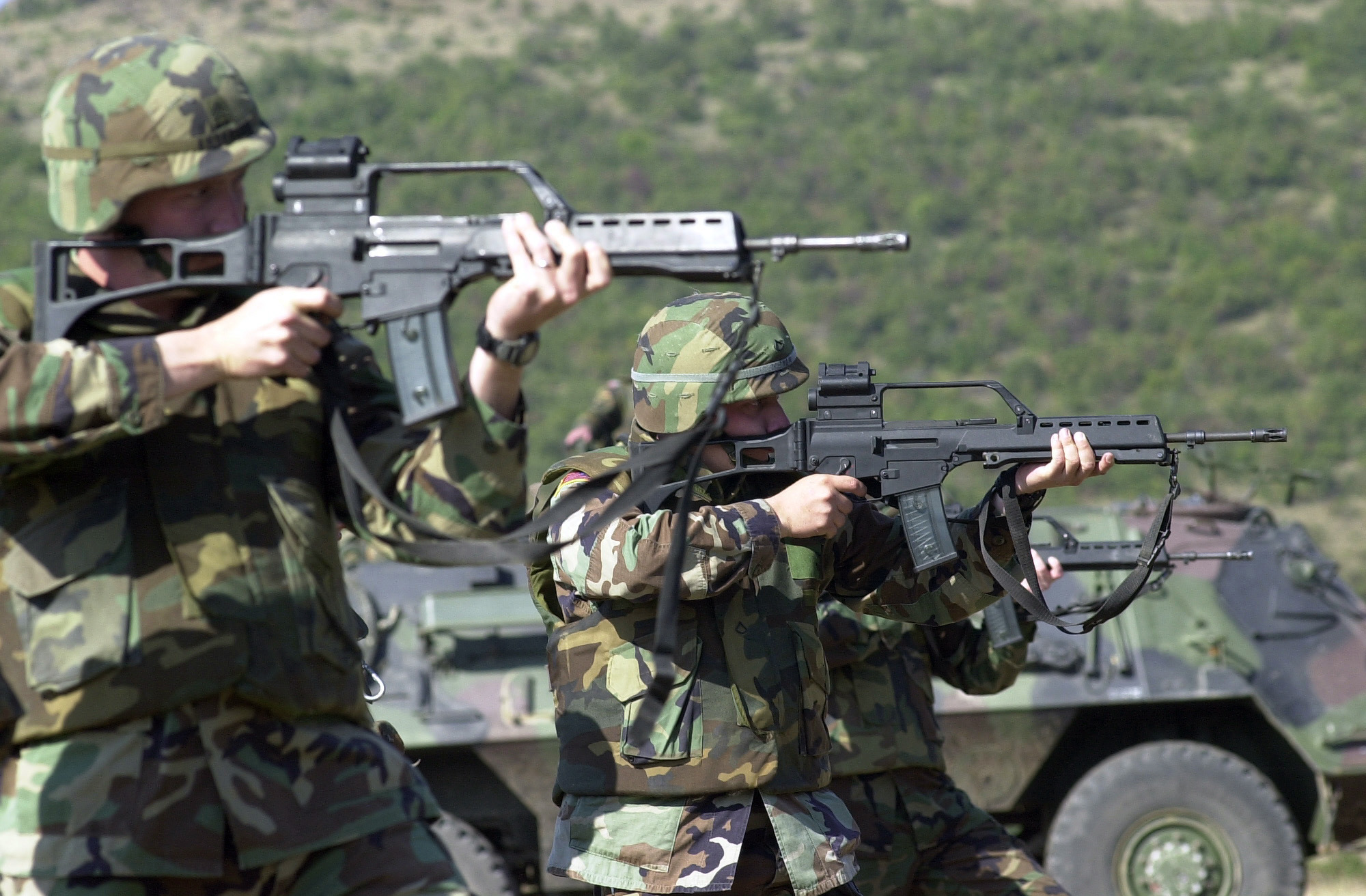
Soldados americanos testando fuzis G36 durante um exercício de treinamento.

### Segunda Guerra Mundial
- Alemanha Nazista: StG 44 (7,92×33mm Kurz)

### Guerra Fria
- União Soviética: AK-47 (7,62×39mm)
- China: Type 56 (7,62×39mm)
- Coreia do Norte: Type 58 (7,62×39mm)
- Tchecoslováquia: vz. 58 (7,62×39mm)
- União Soviética: AKM (7,62×39mm)
- Estados Unidos: ArmaLite AR-15 (.223 Remington)
- Estados Unidos: M16 (5,56×45mm NATO)
- Finlândia: RK 62 (7,62×39mm)
- China: Type 63 (7,62×39mm)
- Estados Unidos: ArmaLite AR-18 (5,56×45mm NATO)
- República Popular da Hungria: AMD-65 (7,62×39mm)
- Estados Unidos: CAR-15 (5,56×45mm NATO)
- Bélgica: FN CAL (5,56×45mm NATO)
- Alemanha Ocidental: Heckler & Koch HK33 (5,56×45mm NATO)
- Israel: IMI Galil 5,56 (5,56×45mm NATO)
- Itália: Beretta AR70 (5,56×45mm NATO)
- União Soviética: AK-74 (5,45×39mm)
- Taiwan: T-65 (5,56×45mm NATO)
- República Popular da Hungria: AK-63 (7,62×39mm)
- Bélgica: FN FNC (5,56×45mm NATO)
- Suíça : SIG SG 540 (5,56×45mm NATO)
- Áustria: Steyr AUG (5,56×45mm NATO)
- União Soviética: AEK-971 (5,45×39mm)
- França: FAMAS (5,56×45mm NATO)
- China: Type 81 (7,62×39mm)
- Coreia do Sul: K1 (.223 Remington, 5,56×45mm NATO)
- Coreia do Sul: K2 (.223 Remington, 5,56×45mm NATO)
- Reino Unido: L85 	(5,56×45mm NATO)
- Suécia: Ak 5 (5,56×45mm NATO)
- Suíça : SIG SG 550 (5,56×45mm NATO)
- União Soviética: AS Val (9×39mm)
- Japão: Howa Type 89 (5,56×45mm NATO)
- Finlândia: RK 95 TP (7,62×39mm)

### Pós Guerra-Fria
- Rússia: OTs-14 Groza (9×39mm)
- Estados Unidos: M4 (5,56×45mm NATO)
- China: QBZ-95 (5,8×42mm)
- Rússia: AN-94 (5,45×39mm)
- Rússia: AK-103 (7,62×39mm)
- Rússia: AK-104 (7,62×39mm)
- Rússia: AK-105 (5,45×39mm)
- Rússia: AK-107 (5,45×39mm)
- Rússia: AK-101 (5,56×45mm NATO)
- Alemanha: Heckler & Koch G36 (5,56×45mm NATO)
- Brasil: IMBEL MD97 (5,56×45mm NATO)
- China: QBZ-03 (5,8×42mm)
- Alemanha: Heckler & Koch HK416 (5,56×45mm NATO)
- Bélgica: FN SCAR-L (5,56×45mm NATO)
- México: FX-05 Xiuhcoatl (5,56×45mm NATO)
- Peru: Fusil Automático Doble (5,56×45mm NATO)
- Itália: Beretta ARX160 (5,56×45mm NATO)
- Alemanha: M27 Infantry Automatic Rifle (5,56×45mm NATO)
- República Tcheca: CZ 805 BREN (5,56×45mm NATO)
- Estados Unidos: SIG Sauer SIG516 (5,56×45mm NATO)
- Estados Unidos: SIG Sauer SIGM400 (5,56×45mm NATO)
- Brasil: IMBEL IA2 (5,56×45mm NATO)
- Rússia: AK-12 (5,45×39mm)
- Estados Unidos: SIG MCX (5,56×45mm NATO)
- Brasil: Taurus T4 (5,56×45mm NATO)
- Estados Unidos: XM7 (.277 FURY)